# Principato vescovile di Halberstadt
Il Principato vescovile di Halberstadt fu uno stato ecclesiastico tedesco inserito nel contesto del Sacro Romano Impero, che persistette nella propria esistenza dall'804 al 1648, costituendosi come entità territoriale di rilievo dal medioevo. La sua capitale fu Halberstadt e comprendeva i territori attorno ad Harz.

## Storia
La diocesi venne fondata da Carlo Magno nell'804 con l'intento di cristianizzare i Sassoni e gli Slavi polabiani. La sua capitale fu inizialmente Osterwieck, ma venne presto spostata ad Halberstadt. Quando venne fondato l'arcidiocesi di Magdeburgo nel 968, Halberstadt perse metà dei propri territori in favore di questa nuova entità, e venne subordinata al Magdeburgo.
Il vescovato divenne luterano nel 1540 nel corso delle guerre della Riforma protestante. Durante la Pace di Vestfalia del 1648, esso venne secolarizzato come Principato del Sacro Romano Impero, e venne affitdato al Brandeburgo.

## Principi-vescovi di Halberstadt (809-1648)
| Nome                                                             | Dal  | Al   |
| ---------------------------------------------------------------- | ---- | ---- |
| Hildegrim I di Chalons                                           | 804  | 827  |
| Thiatgrim                                                        | 827  | 840  |
| Sant'Aimone di Halberstadt                                       | 840  | 853  |
| Hildegrim II                                                     | 853  | 886  |
| Agiulfo                                                          | 886  | 894  |
| Sigismondo                                                       | 894  | 923  |
| Bernardo                                                         | 926  | 968  |
| Hildewardo                                                       | 968  | 996  |
| Arnolfo                                                          | 996  | 1023 |
| Branthog                                                         | 1023 | 1036 |
| Burcardo I di Nabburg                                            | 1036 | 1059 |
| Burcardo II                                                      | 1059 | 1088 |
| Hamezo (Vicario)                                                 | 1085 | 1085 |
| Dietmaro                                                         | 1089 | 1089 |
| Herrand                                                          | 1090 | 1102 |
| Federico I (Vicario)                                             | 1090 | 1106 |
| Reinhard von Blankenburg                                         | 1107 | 1123 |
| Otto von Kuditz                                                  | 1123 | 1135 |
| Rodolfo                                                          | 1136 | 1149 |
| Ulrico                                                           | 1149 | 1160 |
| Gero von Schowitz                                                | 1160 | 1177 |
| Ulrico                                                           | 1177 | 1181 |
| Dietrich von Krosigk                                             | 1181 | 1193 |
| Gardolf von Harbke                                               | 1193 | 1201 |
| Konrad von Krosigk                                               | 1201 | 1209 |
| Friedrich von Kirchberg                                          | 1209 | 1236 |
| Ludolf von Schladen                                              | 1236 | 1241 |
| Meinard von Kranichfeld                                          | 1241 | 1252 |
| Ludolf II von Schladen (di nomina pontificia)                    | 1253 | 1255 |
| Volrad von Kranichfeld                                           | 1254 | 1295 |
| Hermann von Blankenburg                                          | 1296 | 1304 |
| Alberto I von Anhalt                                             | 1304 | 1324 |
| Alberto II di Brunswick-Lüneburg                                 | 1324 | 1358 |
| Gisalberto di Holstein (Vicario)                                 | 1324 | 1343 |
| Alberto di Mansfeld (Vicario)                                    | 1346 | 1356 |
| Ludwig von Meißen                                                | 1357 | 1366 |
| Alberto III di Rikmersdorf                                       | 1366 | 1390 |
| Ernesto I di Hohnstein                                           | 1391 | 1399 |
| Rodolfo di Anhalt                                                | 1401 | 1406 |
| Heinrich von Warberg                                             | 1407 | 1411 |
| Albrecht von Wernigerode                                         | 1411 | 1419 |
| Johannes von Hoym                                                | 1419 | 1437 |
| Buchard von Warberg                                              | 1437 | 1458 |
| Gebhard von Hoym                                                 | 1458 | 1479 |
| Ernesto II di Sassonia (Amministratore)                          | 1480 | 1513 |
| Alberto di Brandeburgo                                           | 1513 | 1545 |
| Giovanni Alberto di Brandeburgo                                  | 1545 | 1550 |
| Federico di Brandeburgo                                          | 1550 | 1552 |
| Sigismondo II di Brandeburgo                                     | 1552 | 1566 |
| Enrico Giulio di Brunswick-Lüneburg (Amministratore protestante) | 1566 | 1613 |
| Enrico Carlo di Brunswick (Amministratore protestante)           | 1613 | 1615 |
| Rodolfo di Brunswick (Amministratore protestante)                | 1615 | 1616 |
| Cristiano di Brunswick (Amministratore protestante)              | 1616 | 1623 |
| Cristiano Guglielmo di Brandeburgo (Amministratore protestante)  | 1624 | 1628 |
| Leopoldo Guglielmo d'Austria                                     | 1628 | 1648 |

## Fonti
- (LA)  Ludwig Weiland (a cura di), Gesta episcoporum Halberstadensium, in Monumenta Germaniae Historica, Scriptores 23 (Chronica aevi Suevici), pp. 73–123
- Uwe Grieme, Zur Aussagekraft von Bistumschroniken und Bischofskatalogen des Bistums Halberstadt im Hoch- und Spätmittelalter, in Concilium medii aevi 3 (2000), pp. 185–203 (PDF)

| Controllo di autorità | VIAF (EN) 130778039 · GND (DE) 112526-6 |